# Waddicar
Waddicar – wieś w Anglii, w hrabstwie ceremonialnym Merseyside, w dystrykcie metropolitalnym Sefton. Leży 12 km na północny wschód od centrum Liverpool i 291 km na północny zachód od Londynu.